# Перельман, Виктор Николаевич
Виктор Николаевич Перельман (4 марта 1892, Липецк — 1967, Москва) — советский художник и администратор, автор работ по теории и практике изобразительного искусства, один из учредителей АХРР, один из организаторов и руководителей Московского союза советских художников.

## Биография
Писал портреты и жанровые картины. Значительное место в творчестве В. Н. Перельмана занимала индустриальная тема. Родился в Липецке. Художественное образование начал в Саратовском Боголюбовском рисовальном училище (1910—1912), затем в студии П. И. Келина в Москве (1914—1915). Поступил в Московское училище живописи, ваяния и зодчества (МУЖВЗ), учился у А. Е. Архипова, Н. А. Касаткина, К. А. Коровина, С.В. Малютина (1915—1919).
В Саратове в 1918—1922 годах был на руководящей работе; был представителем ИЗО Наркомпроса и ректором Саратовского Художественно-прикладного института. Участвовал в проекте Агитационной пропаганды. В 1922 — переехал в Москву. Выступал одним из учредителей АХРР, был одним из первых действительных членов Ассоциации, занимал пост председателя. Входил в «Профсоюз художников-живописцев» (1918), «Общество художников московской школы» (1923). В 1927 году организовал ОХС («Объединение художников самоучек»). Был инициатором создания в 1930 году "Федерации объединения советских художников (ФОСХ, далее «Союз художников», входил в президиум). Один из организаторов и руководителей Московского Союза советских художников.
С 1923 года участник основных, стационарных и передвижных выставок в СССР и ряда заграничных, в том числе: «Художники РСФСР за 15 лет», Венецианской биеннале (1930). Участник выставок к пятилетию, десятилетию и пятнадцатилетию РККА (1923, 1928, 1933). В 1963 году в ЦДРИ состоялась персональная выставка произведений В. Н. Перельмана.
Произведения В. Н. Перельмана представлены в Государственной Третьяковской галерее, Русском музее (ГРМ), Центральном музее вооруженных сил РФ (б. Музей Красной армии), Музее современной истории России (б. Музей революции), многих региональных музеях.